# Успенська церква (Вечірки)
Успенська церква — дерев'яна церква у селі Вечірки Пирятинського району Полтавської області.

## Історія
Час будівництва першої церкви у с. Вечірки Лубенського полку (тепер Пирятинського р-ну) не встановлено. Перша документальна згадка про існування храму відноситься до 1768. У 1787 була проведена його реконструкція. 1848 до північного, південного та західного притворів прибудували чотириколонні портики із трикутними фронтонами. Тоді ж дерев'яну покрівлю було замінено на металеву та прибудовано дзвіницю. 1861 до західного притвору добудували приміщення, яке об'єднало церкву і дзвіницю в одну споруду з головним входом до храму через дзвіницю. У цей же час церкву розширили, прибудувавши до північного і південного притворів по два приміщення. Ті, що примикали до вівтарної частини, використовувлися як ризниця і паламарня, інші — як службові приміщення. Проведена реконструкція дала можливість збільшити внутрішній об'єм церкви. 1865 з дозволу Полтавської духовної консисторії церкву і дзвіницю «при ней находящуюся» поставили на мурований цоколь.
У 1909–1910 споруду капітально відремонтували — пофарбували металеве покриття основного об'єму та дзвіниці, замінили шалівку, що захищала стінові конструкції від атмосферних опадів. Стіни храму та дзвіниці ззовні та зсередини пофарбували олійною фарбою у білий колір. Тоді ж за рахунок землі, подарованої козачкою Варварою Савівною Нагорною, було розширено територію сільського кладовища, а навколо церковного двору замінено дерев'яну огорожу.
У 1895 У. ц. володіла церковним капіталом у сумі 800 руб., 2 дес. церковної і садибної та 34 дес. ружної землі, мала будинок для священика, діяло земське училище. 1902 мала 5 дес. 441 кв. саж. церковної землі, у тому числі 2 дес. 441 кв. саж. під погостом і кладовищами та 35 дес. 300 кв. саж., у тому числі 300 кв. саж. садибної, ружної землі, діяли церковна б-ка та земська школа. 1912 мала 30 дес. ружної землі, квартиру для священика.
У 1895 службу відвідувало 980 душ обох статей. 1902 до парафії належало с. Вечірки, у якому проживало 1124 душ парафіян обох статей, 1912–1147 душ різних станів.

## Архітектура
Після завершення робіт (1910 р.) церква мала досить ефектний вигляд, незважаючи на 150 років існування. Це була однобанна, хрещата у плані, дев'ятидільна (за рахунок добудованих чотирьох невеликих приміщень) споруда з прибудованою двоярусною дзвіницею, яка мала наметове завершення. Над середохрестям знаходився встановлений за допомогою парусів шестигранний світловий барабан, кожна площина якого прикрашалася прямокутним вікном із дерев'яними сандриками. Завершувався барабан наметовим покриттям із декоративним ліхтариком та цибулястою маківкою з підхресним яблуком та хрестом.

## Сучасність
У роки радянської влади У. ц. було закрито, центральний світловий барабан демонтовано, покрівля зроблена двосхилою та вкрита шифером. Тривалий час споруда використовувалася для господарських потреб місцевого колгоспу. Станом на 2002 будівля стояла закритою і не використовувалася.

## Відомі служителі
із священиків:
- Карпо Стефанович Капустянський (1895),
- Автоном Олексійович Стефанович (1902, 1912);

із дияконів:
- Дмитро Наумович Станіславський (1895);

із псаломщиків:
- Михайло Васильович Лонгінов (1902, 1912);

із церковних старост:
- державний селянин Ілля Савич Семенюк (1902),
- Діомид Іванович Цибань (1912).

## Галерея

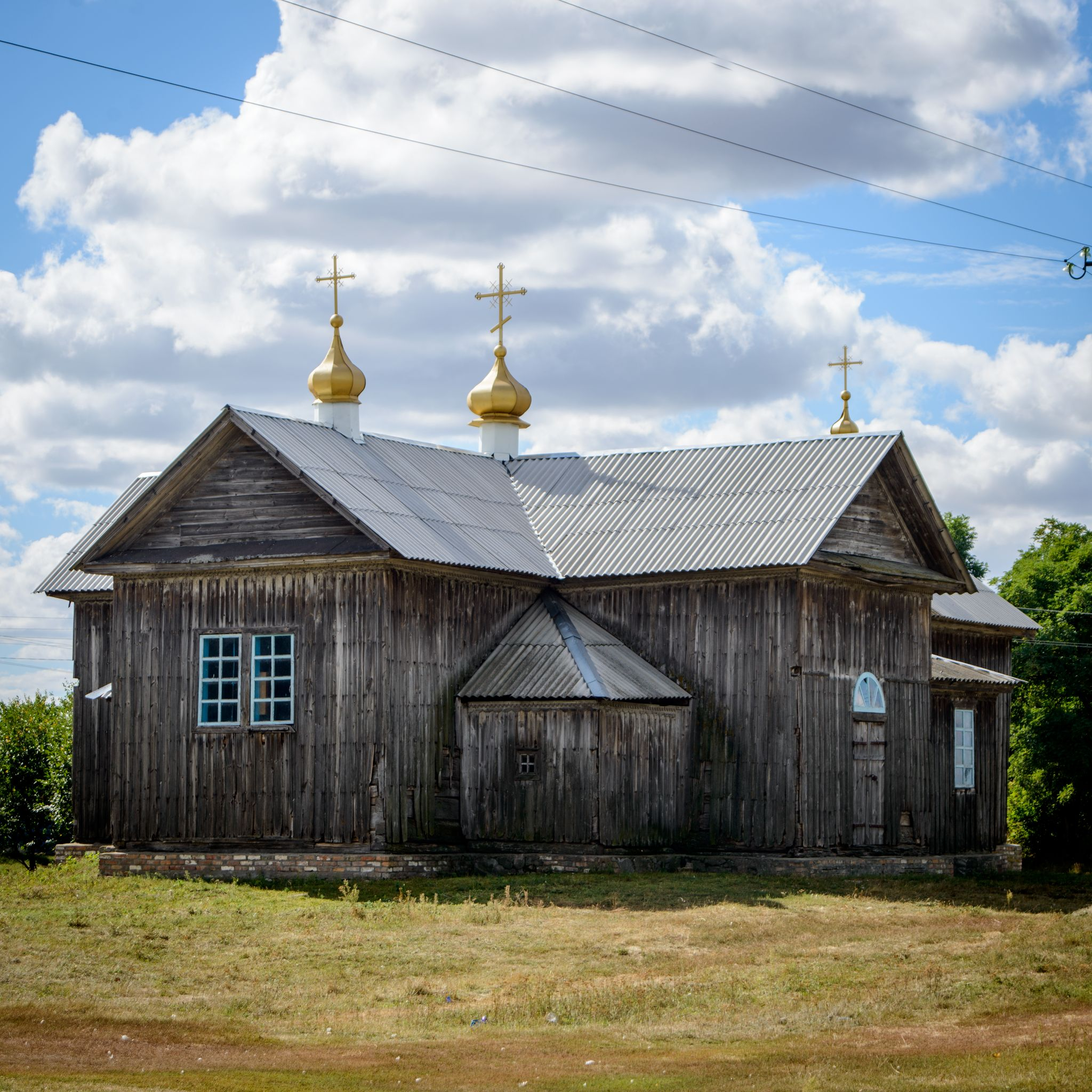
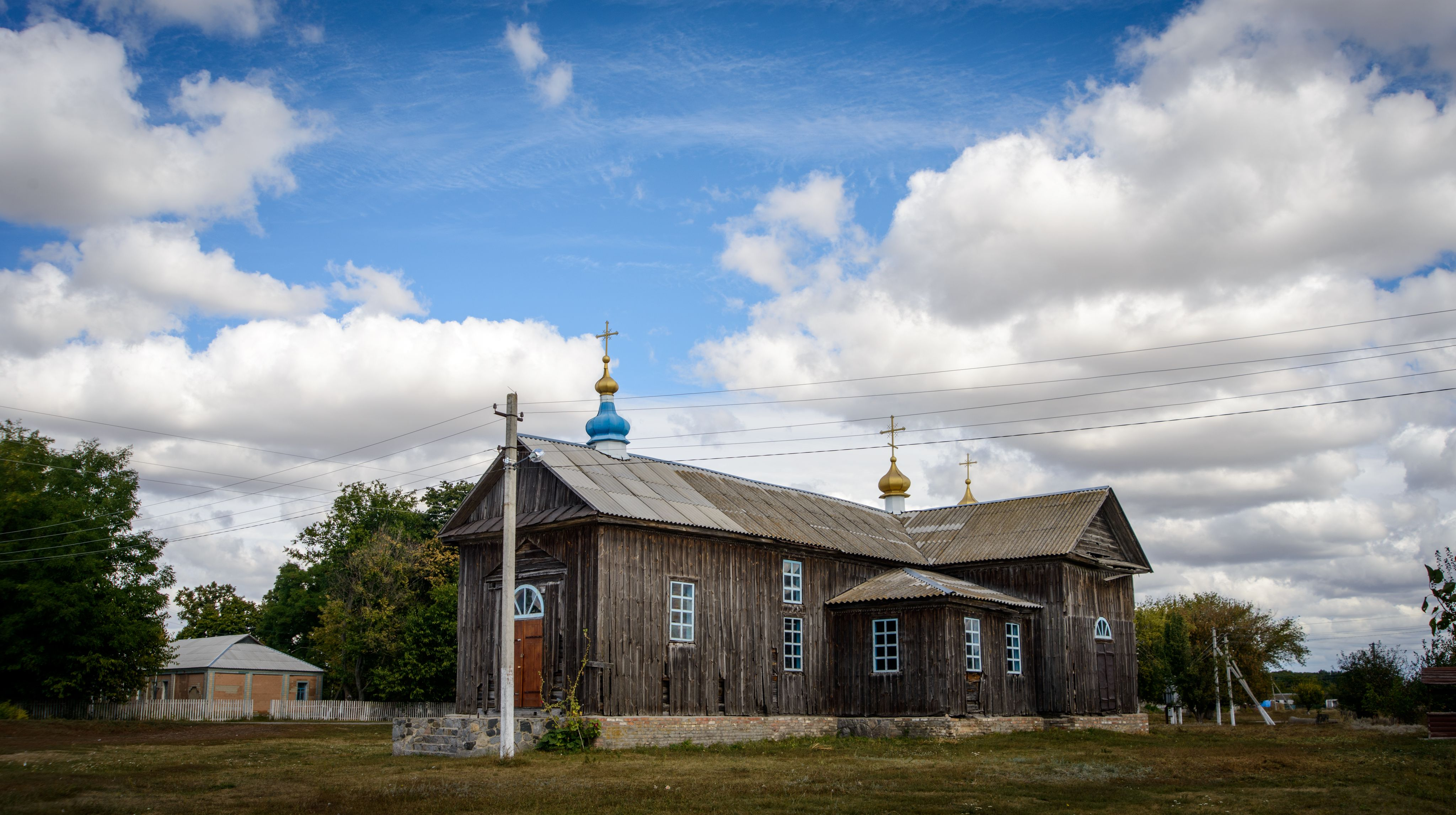
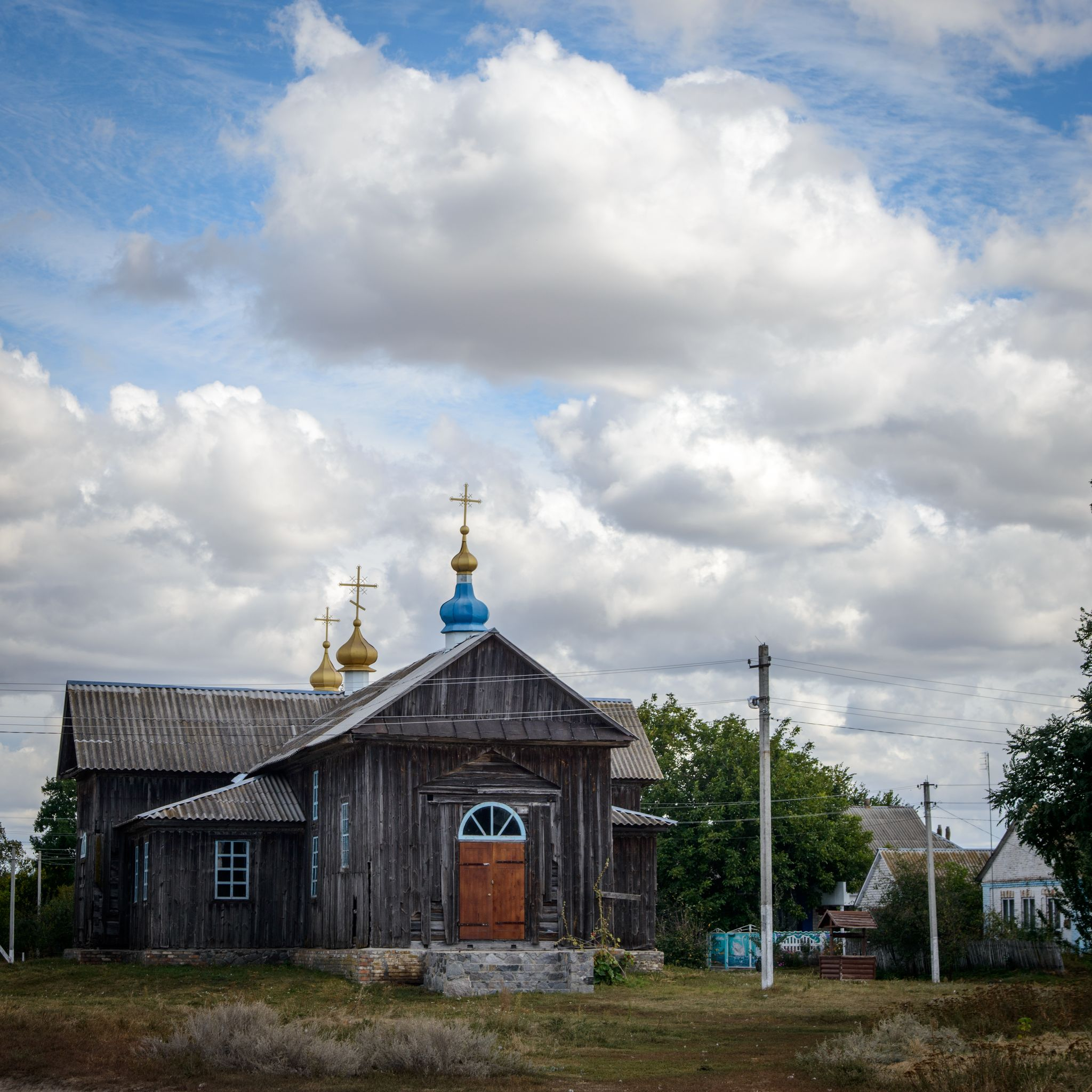
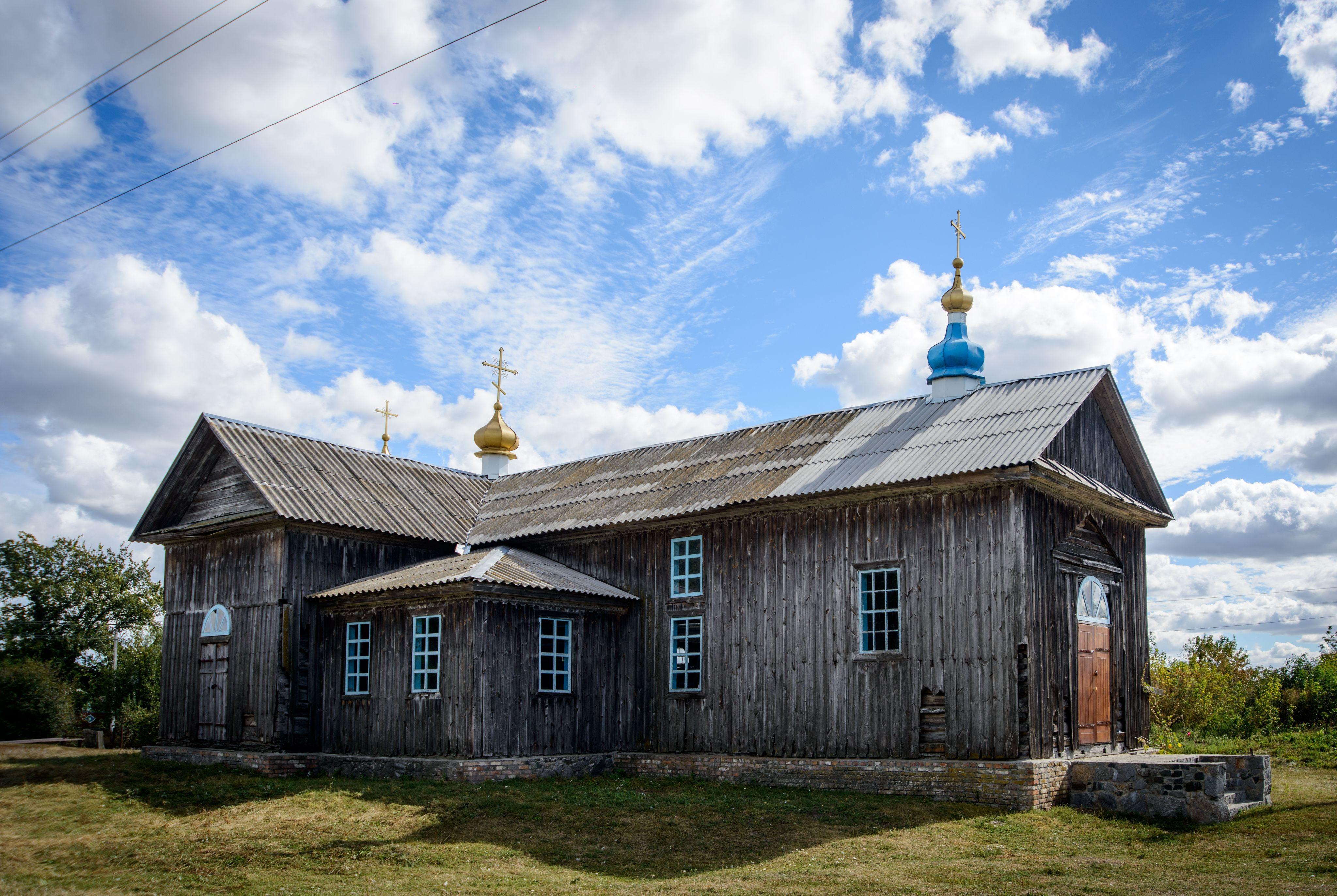